# 네오위즈홀딩스
네오위즈홀딩스(NEOWIZ HOLDINGS)는 지주사업을 하는 주식회사이다. 본사는 경기도 성남시 분당구 대왕판교로 645번길 14 네오위즈판교타워에 있다.
1997년 설립되어 인터넷 접속 프로그램인 ‘원클릭’을 세계 최초로 선보였으며, ‘세이클럽’이라는 인터넷 커뮤니티 서비스의 표준도 처음 탄생시켰다. 인터넷상의 ‘아바타’도 세계 최초로 유료화했다.
2007년 4월에 지주회사 체제로 출범한 네오위즈홀딩스는 변화하는 환경에 맞춰 자회사 각각의 성과뿐만 아니라, 자회사 간의 시너지를 통한 경영효율의 극대화로 계열사 전체의 성과 향상을 추구하고 있다.

## 주요 자회사
- 네오위즈
- 네오위즈파트너스

## 주요 연혁
- 1997년 5월: 네오위즈 설립
- 1997년 12월: 세계 최초 인터넷 자동접속 프로그램 ‘원클릭(ONECLICK™)’ 개발
- 1999년 7월: 세계 최초 웹기반 채팅/커뮤니티, ‘세이클럽(SayClub)’ 상용 서비스 시작
- 2000년 6월: 코스닥 등록
- 2000년 10월: 국내 최초 후불제 결제서비스 '원클릭페이(OneClick Pay)' 서비스 시작
- 2000년 11월: 세이클럽, 세계 최초 온라인 ‘캐릭터(아바타)’ 유료 서비스 시작
- 2003년 8월: 게임 포털 ‘피망(pmang)’ 오픈
- 2004년 8월: 음악 전문 포털 ‘쥬크온’ 오픈
- 2007년 2월: 네오위즈 기업분할, 지주회사 체제 출범
- 2007년 4월: ㈜네오위즈게임즈, ㈜네오위즈인터넷, ㈜네오위즈인베스트먼트 설립
- 2007년 4월: ㈜네오위즈게임즈 코스닥 상장
- 2008년 12월: '벅스’, ‘쥬크온’ 서비스 ‘벅스(Bugs!)’로 통합
- 2009년 3월: 사회공헌 재단 ‘재단법인 네오위즈 마법나무’ 설립
- 2009년 10월: ㈜네오위즈벅스 코스닥 상장
- 2010년 3월: 분당 신사옥 이전
- 2010년 4월: ㈜네오위즈벅스 - ㈜네오위즈인터넷 통합, 통합법인 ‘㈜네오위즈인터넷’ 출범
- 2010년 5월: 네오위즈 새 CI 공개
- 2012년 4월: ㈜네오위즈모바일 - ㈜펜타비전의 모바일사업부문 통합, 통합법인 ‘㈜네오위즈모바일’ 출범
- 2012년 12월: ㈜네오위즈아이엔에스 - (주)엔엔에이 통합, 통합법인 (주)네오위즈아이엔에스 출범
- 2013년 3월: ㈜네오위즈홀딩스로 사명 변경
- 2014년 1월: 판교 신사옥 ‘네오위즈판교타워’ 이전
- 2017년 3월: (주)네오위즈게임즈, (주)네오위즈로 사명 변경
- 2017년 6월: (주)네오위즈, '브라운더스트' 개발사 (주)겜프스 계열회사로 추가
- 2018년 3월: (주)네오위즈인베스트먼트, (주)네오플라이로 사명 변경
- 2019년 6월: (주)네오위즈, (주)네오위즈블레스스튜디오 흡수 합병
- 2020년 3월: 오승헌 대표이사 취임
- 2020년 11월: (주)네오위즈, (주)네오위즈아이엔에스, (주)네오위즈에이블스튜디오 흡수 합병
- 2020년 12월: (주)네오위즈, (주)네오위즈플레이스튜디오 흡수 합병
- 2023년 3월: 김상욱 대표이사 취임
- 2024년 7월: (주)네오플라이, (주)네오위즈파트너스로 사명 변경

## 사회공헌
2007년 네오위즈 창립 10주년에 사회공헌 원년을 선포하였고, 2009년 비영리법인 네오위즈 마법나무재단을 설립하여 네오위즈의 사회공헌 활동을 지속하고 있다. 재단에서는 예비 사회적기업가 양성을 위한 창의 프로그램, 직업 체험 프로그램, 우수 근로인력 양성을 위한 지원 사업 등을 하고 있으며, 임직원이 참여하는 대표적인 활동으로는 '오색오감(五色五感)'이 있다.
오색오감은 다섯 가지 활동에 다섯 가지 감동을 전한다는 의미를 가지고 있고, '연말의 떠들썩한 송년회보다는 우리 주변의 어려운 이웃을 위해 따뜻한 사랑을 실천하는 봉사가 더 의미가 깊다'는 뜻에서 2008년 임직원들이 송년회를 반납하며 첫 번째 활동을 시작하게 되었다. 2005년부터 '연탄 기부 및 배달'을 매년 하고 있으며, 사회 취약 계층을 위해 맞춤 가구를 만들어 기부하는 '목공 활동' 및 학습 교구 제작과 생활 환경 개선 활동 등 사회적 약자, 환경, 교육 외 다양한 사회적 이슈를 주제로 하고 있다.